# Pocophora
Pocophora is een geslacht van vlinders van de familie spanners (Geometridae), uit de onderfamilie Larentiinae.

## Soorten
- P. aoroptila Prout, 1925
- P. nigranalis Prout, 1910
- P. rufisticta Warren, 1905
- P. scotobathra Prout, 1925